# Rasa Polikevičiūtė
Rasa Polikevičiūtė (Panevėžys, 25 de setembre de 1970) va ser una ciclista lituana que fou professional del 2000 al 2008.
Es proclamà Campiona del món en ruta el 2001. Anteriorment ja havia guanyat tres medalles als Campionats del Món.
La seva germana bessona Jolanta també es dedica professionalment al ciclisme.

## Palmarès
- 1993
  - 1a al Gracia Tour i vencedora d'una etapa
  - 1a al Tour de Berlín i vencedora de 2 etapes
  - Vencedora d'una etapa al Tour de l'Aude
- 1994
  - 1a al Gran Premi del cantó de Zuric
  - Vencedora de 2 etapes al Tour ciclista femení
- 1995
  -  Campiona de Lituània en ruta
  -  Campiona de Lituània en contrarellotge
  - Vencedora d'una etapa al Tour de l'Aude
- 1997
  - 1a a la Women's Challenge i vencedora d'una etapa
  - Vencedora d'una etapa al Trofeu d'Or
  - Vencedora d'una etapa al Tour de Feminin-Krásná Lípa
  - Vencedora d'una etapa al Tour de Bretanya
- 1998
  - 1a a la Volta a Suïssa i vencedora de 2 etapes
  - Vencedora d'una etapa al Trofeu d'Or
  - Vencedora d'una etapa al Gran Bucle
  - Vencedora d'una etapa al Tour de Bretanya
  - Vencedora d'una etapa a la Volta a Mallorca
- 1999
  - Vencedora d'una etapa a la Volta a Suïssa
  - Vencedora d'una etapa al Tour de Feminin-Krásná Lípa
- 2000
  - Vencedora d'una etapa al Gran Bucle
  - Vencedora d'una etapa a la Volta a Suïssa
- 2001
  -  Campiona del món en ruta
- 2002
  - Vencedora d'una etapa al Gran Bucle
- 2003
  - Vencedora d'una etapa al Giro d'Itàlia
  - Vencedora d'una etapa al Gran Bucle
  - Vencedora d'una etapa al Giro del Trentino
- 2008
  - Vencedora d'una etapa al Gran Bucle